# Schande
Schande bezeichnet zum einen den Zustand der Ehrlosigkeit, zum anderen die Ursache für diesen Ehrverlust. Schande kann lediglich subjektiv empfunden sein (siehe Scham) oder von außen durch Verachtung, Geringschätzung oder Bloßstellung induziert und sanktioniert werden. So unterschied etwa Friedrich Kirchner „innere“ und „äußere Schande“. Letztere beträfe die niederschmetternde Verurteilung durch Dritte; fällt jedoch das persönliche Gewissen das verwerfende Urteil, so handele es sich um „innere Schande“.

## Begriff
Meyers Konversations-Lexikon definierte 1909 „Schande“ im Gegensatz zur „Ehre“ als „Missachtung, die denjenigen trifft, der durch sein Verhalten die Sittlichkeit, die gute Sitte oder die Forderungen der Standes-, Berufs- etc. Ehre verletzt“.   Veraltet wird Schande im Sinne von „Schändung“ für Formen der Unzucht sowie heute noch des sexuellen Missbrauchs Schutzbefohlener gebraucht, insbesondere des Inzests (Blutschande). In der Schweiz existiert der Tatbestand der Schändung für sexuelle Handlungen mit nicht urteilsfähigen oder nicht zum Widerstand fähigen Personen. Vor allem in der nationalsozialistischen Propaganda wurde der Begriff Schande sowie Schändung völkisch und rassistisch im Sinne von „Rassenschande“ verwendet. „Affenschande“ ist ein umgangssprachlicher Begriff, der Missstände kennzeichnen soll. Der Ursprung liegt wahrscheinlich im mittelniederdeutschen „apenbar“ – „offenbar“ –, es geht also um eine „offenbare Schande“.
„Schmach“ wird oftmals synonym zu Schande gebraucht, bezeichnet aber eigentlich eine Demütigung oder Kränkung, die einem von anderen zugefügt wird, und sei es „durch einen ungerechtfertigten, verletzenden Vorwurf“; etymologisch ist das Wort identisch mit Schmähung. Schande ist hingegen eine schuldhafte Folge des eigenen Fehlverhaltens, verbindet sich also mit einem moralischen Urteil. Zumindest im Fußballdeutschen ist diese Unterscheidung noch lebendig: so brachte die „Schande von Gijón“ 1982 Schande über die deutsche wie über die österreichische  Mannschaft, da beide ein unanständiges Verhalten an den Tag legten. Die „Schmach von Córdoba“ erlitten die Deutschen 1978 hingegen nach einem fairen sportlichen Wettkampf, ihre Niederlage war also vielleicht peinlich, aber nicht verwerflich. 
„Blamage“ meinte im Deutschen gleichfalls zunächst ehrverletzende Schmähungen, bedeutet heute aber allgemein so viel wie Bloßstellung, Reinfall oder Peinlichkeit. Es handelt sich dabei um einen Scheingallizismus: Im Französischen gibt es zwar das Verb blâmer, aber als Substantiv sind nur déshonneur und insbesondere honte gebräuchlich.
In der englischen Sprache bedeutet shame sowohl Scham als auch Schande; für die Schande ohne Schamgefühl im Sinne gibt es dagegen andere Begriffe wie disgrace (wörtlich ≈„Entehrung“). Eine recht spezifische Bedeutung hat das jiddische Wort shanda (שאַנדע), das mittlerweile auch im amerikanischen Englisch geläufig ist. Zwar ist es grundsätzlich identisch und gleichbedeutend mit deutsch „Schande“, meint aber im Besonderen das skandalöse Verhalten eines Juden, das bestenfalls nur das Ansehen seiner Familie oder Gemeinde bei anderen Juden beschädigt, schlimmstenfalls aber geeignet ist, antisemitische Vorurteile der Nichtjuden zu bestätigen und mithin die gesamte Judenheit in Verruf zu bringen. In letzterem Falle sagen ihm andere Juden nach, er sei „a shanda far di goyim“, also eine „Schande vor den Völkern [= Nichtjuden]“. Einer breiteren Öffentlichkeit wurde dieser Ausdruck 1969 durch den Prozess gegen die Chicago Seven bekannt, in dessen Verlauf der der Verschwörung beschuldigte Friedensaktivist  Abbie Hoffman den vorsitzenden Richter Julius Hoffman (nicht verwandt, aber wie er selbst Jude) wiederholt mit ausgesuchten jiddischen Beleidigungen wie ‚You shtunk!‘ („Sie Mistkerl“) und eben ‚A shanda far di goyim!‘ bedachte.